# Соловйово (Вачський район)
Соловйово (рос. Соловьёво) — присілок в Вачському районі Нижньогородської області Російської Федерації.
Населення становить 24 особи. Входить до складу муніципального утворення Чулковська сільрада.

## Історія
Від 2009 року входить до складу муніципального утворення Чулковська сільрада.

## Населення
| 1859 | 1905 | 1926 | 1999 | 2002 | 2010 |
| ---- | ---- | ---- | ---- | ---- | ---- |
| 263  | ↘221 | ↗258 | ↘48  | ↘43  | ↘24  |